# Marco Pedrini
Marco Pedrini (1958 – 16. srpna 1986) byl švýcarský horolezec. Narodil se v Luganu a s horolezectvím začal v roce 1976, ve svých osmnácti letech. Roku 1978 se stal horským vůdcem. V roce 1985 provedl vůbec první sólový výstup na patagonskou horu Cerro Torre (tzv. kompresorovou cestou). O jeho výstupu byl režisérem Fulviem Marianim natočen dokumentární film Cumbre. Zahynul na Petit Dru roku 1986.